# Gartenblankglas
Gartenblankglas (GB) ist ein durchsichtiges, fast farbloses Flachglas, das maschinell im Zieh- oder Floatverfahren hergestellt wird. Es weist beidseits blanke Oberflächen auf, ist praktisch eben und gleichmäßig dick. 
Vorzugsweise wird Gartenblankglas zum Verglasen von Gewächshäusern sowie anderen Kulturräumen im Gartenbau und in der Landwirtschaft verwendet.
Darüber hinaus wird diese Glasart häufig zum Selbstbau von flachen Sonnenkollektoren eingesetzt.
Der Transmissionsfaktor beträgt bei senkrechter Einstrahlung ca. 0,9.